# Pietro Rotari

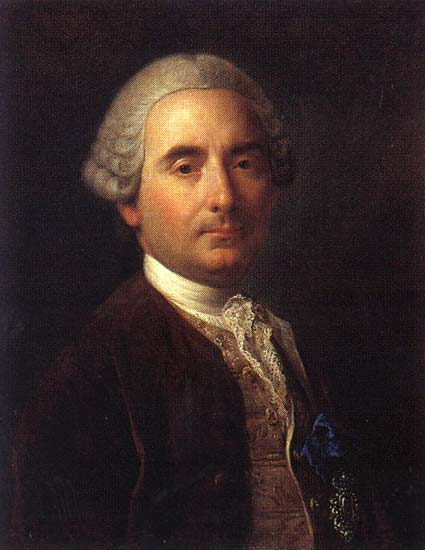
Zelfportret, ca. 1756

Pietro Antonio Rotari (Verona, 30 september 1707 – 31 augustus 1762) was een Italiaans kunstschilder die schilderde in barok en rococo-stijl. Hij werd met name bekend door zijn portretten als hofschilder in Sint-Petersburg en Dresden. 

## Biografie
Rotari was een leerling van  Antonio Balestra voordat hij zijn eigen atelier kreeg in Venetië tussen 1725 en 1727. Hierna werkte hij samen met Francesco Trevisani in Rome van 1728 tot 1731 en met Francesco Solimena van 1731 tot 1734 in Napels. Vervolgens keerde hij terug naar Verona, waar hij opnieuw een eigen atelier begon. Vanwege zijn portretkunst ontstond er ook buiten Italië vraag naar zijn werk en verhuisde hij in 1750 naar Wenen. In 1756, werd Rotari hofschilder aan het Russische hof van tsarina Elizabetta Petrovna. Ook zou hij een tijd werken aan het Pruisische en Poolse hof van koning August III. 

## Bekende werken
Rotari was een bekend portretschilder en schilderde de koninklijke families van Polen en Rusland. Ook maakte hij verschillende altaarstukken, zoals de Vier Martelaren (1745) voor de Ospedale di San Giacomo in Verona.
- Art Gallery of South Australia: 12971
- Biblioteca Nacional de España: XX5297888
- Bibliothèque nationale de France: cb12224942k (data)
- Gemeinsame Normdatei: 119078880
- International Standard Name Identifier: 0000 0001 2139 0413
- KulturNav: dd4c7a54-c7e2-4a90-84da-02a212f63ca5
- Library of Congress Control Number: nr91043035
- Nationale en Universitaire bibliotheek Zagreb: 000515157
- Nederlandse Thesaurus van Auteursnamen: 137057903
- ORCID: 0000-0002-7128-2696
- Réseau des bibliothèques de Suisse occidentale: 02-A023144239
- RKD-Nederlands Instituut voor Kunstgeschiedenis: 68449
- Istituto Centrale per il Catalogo Unico: LO1V013737
- SNAC: w6zw33s5
- Système universitaire de documentation: 147621143
- Union List of Artist Names: 500013152
- Virtual International Authority File: 71662893
- WorldCat: E39PBJktwfGhCfpPYbgW4k3qQq